# Louis Rolin
Louis Emile Marie Albéric Rolin (Gent, 14 september 1886 - Ieper, 22 april 1915) was een van de drie broers Rolin die sneuvelde tijdens de Eerste Wereldoorlog.

## Levensloop
Louis Rolin behoorde tot de uitgebreide Belgische familie Rolin en tot het grote gezin van Albéric Rolin en Sylvie Borreman. Hij was de vierde van de acht kinderen.
Hij meldde zich onmiddellijk als vrijwilliger voor de duur van de oorlog en werd na een korte opleiding naar het front gestuurd. Hij nam deel aan de Eerste Slag om Ieper die een schrikwekkend aantal gesneuvelden veroorzaakte, zonder resultaat voor de beide zijden.
Louis Rolin was, volgens de oorlogsherinneringen van zijn kameraad Jean Boels, iemand die er, met zijn pianospel en zijn mooie stem, de stemming kon inbrengen. Hij was voor niets bevreesd en stond altijd klaar voor een moeilijke opdracht.
In de lente van 1915 werd hij op verkenning gestuurd. Toen hij terugkeerde werd hij op Hill 60 in de gevechten van de Tweede Slag om Ieper ingezet. In een brief aan Henri Rolin maakte Gustave-Marc Rolin er zich boos over dat Louis nog geen officier was geworden. Terwijl hij op 22 april in een hinderlaag lag, viel een Duitse obus voor zijn voeten en hij werd in de borst doorboord door de kogel van het projectiel. Hij riep 'ik sterf' en gaf de geest in de armen van zijn kameraad Boels. De datum van zijn overlijden is ook die van de eerste ingebruikname door de Duitsers van chloorgas.
Twee dagen later werd hij begraven achter het kerkje van Sint-Jan. Zijn broer Gustave was aanwezig, maar niet zijn broers Henri en Albéric, die beiden gekwetst naar een hospitaal waren afgevoerd.
Samen met André Terlinden en met aalmoezenier Vandercam, kistte Gustave het nog bloedende lichaam van zijn broer. Het stoffelijk overschot van Louis werd later nooit teruggevonden. De zone werd zo vaak gebombardeerd dat ze een maanlandschap was geworden. Het dorp Sint-Jan en het kerkje verdwenen compleet en ook van de begraafplaats op het kerkhof bleef niets over.
Het is om de drie gesneuvelde broers te eren dat de artilleriekazerne in Etterbeek in 1933 tot Rolin-kazerne werd omgedoopt. Het is ook in grote mate om hunnentwille dat hun vader en andere leden van de familie Rolin in 1921 in de Belgische adel werden opgenomen.